# Soziophysik
Unter Soziophysik (auch Sozialphysik) versteht man die Idee und ihre Anwendungen, dass sich soziale Szenarien nach der Art naturwissenschaftlicher Modelle konzeptualisieren lassen.

## Geschichte
Zum ersten Mal kommt die Idee bei den französischen Materialisten im 18. Jahrhundert auf.
Um 1800, als die verschiedenen Wissendomänen noch nicht so stark getrennt waren, gab es mehrere vor allem literarische Versuche, die „merkwürdige Übereinstimmung zwischen den Erscheinungen der physischen und der moralischen Welt“, wie es in Heinrich von Kleists Über die allmähliche Verfertigung der Gedanken beim Reden heißt, zu erkunden. Als Beispiele lassen sich Achim von Arnims Roman Hollin’s Liebeleben, Das Käthchen von Heilbronn, Kleists Der Findling oder am prominentesten Johann Wolfgang Goethes Die Wahlverwandtschaften nennen.
Während in der deutschen Tradition der Sozialwissenschaften eher die hermeneutische Tradition rezipiert wurde, wurden soziophysikalische Ideen in der französischen Tradition der Soziologie, die stärker positivistisch ausgerichtet war, öfter aufgegriffen. Zu nennen wäre hier bereits der Kreis um Auguste Comte (der sich selbst nicht in die szientistische Weltsicht einreiht) bzw. Quetelet. Durch die Rezeption von Émile Durkheim, bei dessen sozialen Tatbeständen die Soziophysik hintergründig mitwirkt, begründet sich der Strukturfunktionalismus. Entsprechende Denkschulen sind oftmals bis heute für Fragen der sozialen Konstruktion und Forschungsparadigmen (z. B. Grundsätze des Falsifikationismus nach Popper bzw. der kritischen Theorie) der Soziologie, Psychologie und weiterer Sozial- und Verhaltenswissenschaft relevant.

## Gegenwart; typische Probleme
Die „Soziophysik“ im neueren Sprachgebrauch ist ein Anfang der 1990er Jahre aufgekommenes interdisziplinäres Forschungsfeld, dessen Schwerpunkt auf der Beschreibung gesellschaftlicher, wirtschaftlicher (Ökonophysik), kultureller und politischer Phänomene durch physikalische und mathematisch-statistische Methoden liegt. Es steht in Zusammenhang mit der Entwicklung der Chaostheorie ab Ende der 1970er Jahre, als sich insbesondere das Santa Fe Institut mit Anwendungen auf soziale Phänomene befasste. Weiter zurück liegen die Versuche von Hermann Haken, ein interdisziplinäres neues Fach zu etablieren, das er Synergetik nannte. Auch die Arbeiten von Wolfgang Weidlich entstammen dieser Schule, die heute mit der weiteren Entwicklung der Chaostheorie in der Theorie kooperativer und emergenter Phänomene aufgegangen ist. Es gibt auch weitere Vorläufer wie den angewandten Mathematiker Elliott W. Montroll, dessen Arbeiten bis in die 1950er Jahre zurückgehen. Während und nach dem Zweiten Weltkrieg entstanden Disziplinen wie Operations Research und Spieltheorie, die breite interdisziplinäre Anwendungen fanden, speziell in der militärischen Forschung im Kalten Krieg (zum Beispiel bei der Rand Corporation).
- Generell liegt einem solchen Ansatz die Überlegung zugrunde, dass komplexe gesellschaftliche Systeme aus einer großen Anzahl voneinander unabhängig agierender Akteure bestehen, diese jedoch nicht völlig frei in ihren Handlungen sind, sondern vielmehr rationalen Überlegungen folgen und/oder durch gesellschaftliche Rahmenbedingungen in ihren Handlungen eingeschränkt werden. In der Physik wird ein solches System als Vielteilchensystem behandelt, welches bestimmten Zwangsbedingungen unterliegt und etwa mit den Mitteln der Statistischen Mechanik und mit speziellen diagrammatischen Methoden der Hochenergiephysik untersucht werden kann. Indem solche Systeme abstrahiert und mit den Werkzeugen der Physik und Mathematik untersucht werden, lassen sich Aussagen über Strukturen und Symmetrien in gesellschaftlichen Systemen finden und aufzeigen.
- Ein Beispiel für ein soziophysikalisches Grundproblem ist das „Wachstum von Städten“. Während beispielsweise Mathematiker wie Pareto Gesetzmäßigkeiten in Bezug auf die Verhältnisse von Stadt- zu Landbevölkerung formuliert haben, beschäftigen sich Soziophysiker etwa mit der räumlichen Anordnung und der territorialen Ausdehnung urbaner Bereiche. Dabei wurde beobachtet, dass z. B. Verkehrsnetze in Städten auf großen Skalen betrachtet universelle fraktale Strukturen aufweisen, wie sie ähnlich in der Nähe von Phasenübergängen physikalischer Systeme auftreten.
- Die zeitliche Analyse von Verkehrsdaten auf europäischen „Autobahnnetzen“ in Verbindung mit dem massiven Einsatz von Computersimulationen haben beispielsweise Aufschluss über Entstehung und Ausdehnung von Verkehrsstaus liefern können. Diese Erkenntnisse wurden als Grundlage zu ihrer Vermeidung bzw. schnellen Behebung herangezogen. Mit ähnlichen Problemen wird in der sog. „Panikforschung“ vorgegangen. Hier geht es ähnlich wie in der „Verkehrsforschung“  konkret um Menschenleben, die ja nicht nur durch Unfälle und Massenkarambolagen gefährdet sind, sondern z. B. auch durch Paniken in Fußballstadien und bei anderen Großereignissen. Wie kann man solche „Störungen“ - Staus,  Karambolagen und Paniken - wirksam verhindern?
- Gerade mit der Methode der Computersimulation hat man in Verbindung mit der Soziophysik mögliche kollektive Verhaltensmuster einer großen Anzahl sich wechselseitig beeinflussender Individuen beschreiben können (sog. „Agenten“ und „zelluläre Automaten“). Die Soziophysik macht hier Anleihen in der Mathematik der Spieltheorie. Siehe hierzu auch: Computational Social Science.
- Weitere bedeutende Probleme, die in der Soziophysik behandelt werden, betreffen die Ausbildung verschiedener „Relationen“ zwischen Benutzern im Internet und  die genannten fraktalen Strukturen in solchen Netzen, besonders bei der Ausbildung (und Ausbreitung) von Störereignissen. Das heißt, es geht hier u. a. um die Sicherheit solcher Netze beim Ausfall einzelner Verbindungen und speziell um das globale Verhalten des Internets.

Um die veränderliche und „organische“ Abbildung von Beziehungsweisen in der Netzwerkforschung stärker zu betonen, veröffentlichte Marissa King (Yale) 2021 eine als Social Chemistry („Sozialchemie“) benannte, populärwissenschaftliche Monografie.
Eine 2022 erschienene Übersichtsstudie bekannter Forschender der Sozialphysik wirft die Frage auf, ob das Feld nicht aufgrund seiner großen Anwendungsbreite inzwischen „Humanphysik“ genannt werden solle. Daneben problematisieren sie den Konflikt zwischen ihrer multidisziplinären Herangehensweise und den oft auf Einzelprobleme fokussierten und mit weniger generalisierbaren Methoden ausgestatteten Forschenden einzelner Disziplinen (bspw. Ökologie und Soziologie).